# 비행음성기록장치

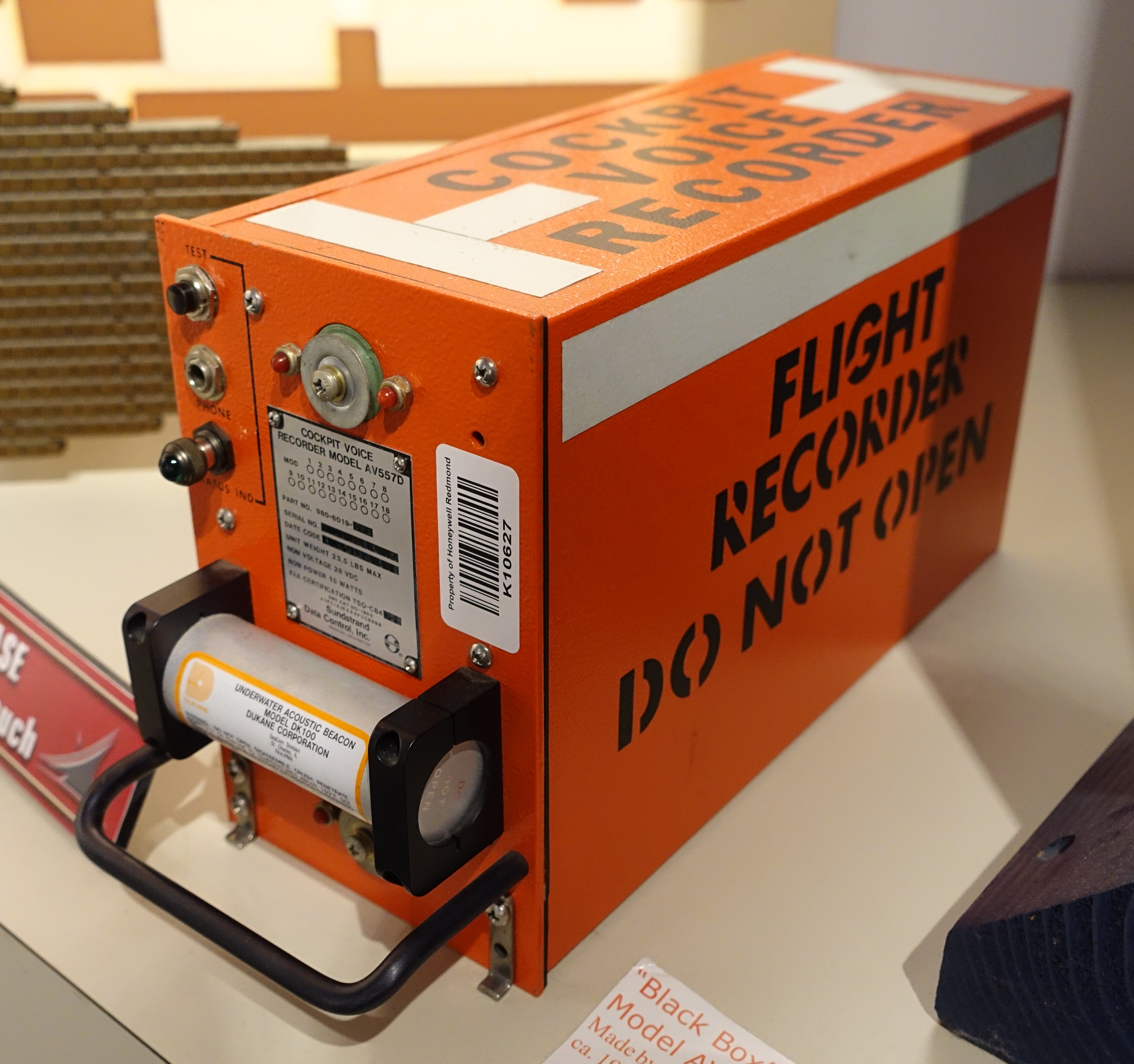

비행음성기록장치(飛行音聲記錄裝置, Cockpit Voice Recorder)는 비행기 내에 설치되어 조종실 내의 소리를 녹음하는 장치이다. 조종사간의 대화는 물론 교신내용, 경고음이 기록된다.